# Gravat en sec

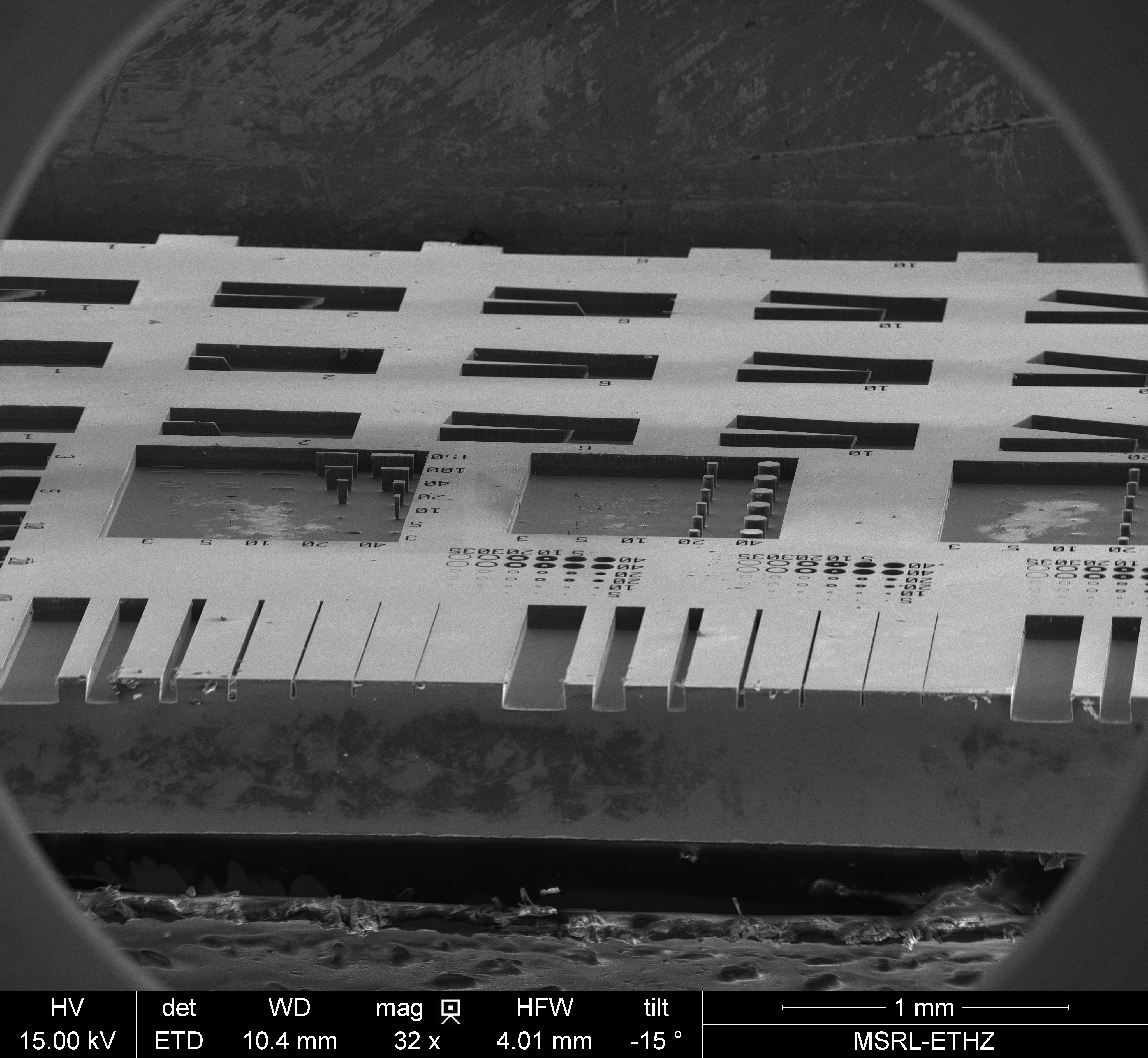
Imatge SEM de Plasma acoblat inductivament - Gravat d'ions reactius profunds (ICP-DRIE) en silici. La imatge mostra una estructura de prova que es va utilitzar per provar diversos paràmetres de procés.

El gravat en sec es refereix a l'eliminació de material, normalment un patró emmascarat de material semiconductor, exposant el material a un bombardeig d'ions (generalment un plasma de gasos reactius com ara fluorocarburs, oxigen, clor, triclorur de bor; de vegades amb addició de nitrogen, argó, heli i altres gasos) que allunyen porcions del material de la superfície exposada. Un tipus comú de gravat en sec és el gravat d'ions reactius. A diferència de molts (però no tots, vegeu gravat isotròpic) dels gravadors químics humits utilitzats en el gravat humit, el procés de gravat en sec normalment grava direccionalment o anisotròpicament.
El gravat en sec s'utilitza conjuntament amb tècniques fotolitogràfiques per atacar determinades zones de la superfície d'un semiconductors per tal de formar rebaixats en el material.
Les aplicacions inclouen forats de contacte (que són contactes amb el substrat semiconductor subjacent), a través de forats (que són forats que es formen per proporcionar un camí d'interconnexió entre capes conductores en el dispositiu semiconductor en capes), portes de transistors per a la tecnologia FinFET o per eliminar porcions d'una altra manera. de capes de semiconductors on es desitgen costats predominantment verticals. Juntament amb la fabricació de semiconductors, el micromecanitzat i la producció de visualitzacions, l'eliminació de residus orgànics mitjançant plasmes d'oxigen de vegades es descriu correctament com un procés de gravat en sec. En el seu lloc, es pot utilitzar el terme cendra de plasma.
El gravat en sec és especialment útil per a materials i semiconductors que són químicament resistents i no es poden gravar en humit, com ara el carbur de silici o el nitrur de gal·li.
El plasma de baixa densitat (LDP) és capaç de produir reaccions d'alta energia a un baix cost energètic gràcies a la seva baixa pressió, el que significa que el gravat en sec requereix una quantitat relativament petita de productes químics i electricitat per funcionar. A més, els equips de gravat en sec acostumen a ser un ordre de magnitud més barats que els equips de fotolitografia, de manera que molts fabricants confien en estratègies de gravat en sec, com ara la duplicació o l'aquarterament del pas per obtenir resolucions avançades (14 nm +) mentre necessiten eines de fotolitografia menys avançades.